# Розпалювання (фільм, 1915)
Розпалювання (англ. Kindling) — американська кримінальна драма режисера Сесіл Б. ДеМілль 1915 року.

## Сюжет
Вагітна жителька багатоквартирки Меггі Шульц в даний час займається грабежами і побоюється, що її дитина народиться в цій щурячій норі, але тепер вона може попасти у в'язницю, якщо власник багатоквартирки не відмовиться від переслідування.

## У ролях
- Шарлотта Волкер — Меггі Шульц
- Томас Міган — «Гонест» Гайне Шульц
- Реймонд Гаттон — Стів Бейтс
- місіс Льюїс МакКорд — місіс Бейтс
- Вільям Елмер — Реферті
- Лілліен Ленгдон — місіс Джейн Берк-Сміт
- Флоренс Дагмар — Аліса Берк-Сміт
- Том Форман — доктор Тейлор
- Текс Дрісколл — детектив